# Skålån
Skålån är en kortare å i sydvästra Småland som sträcker sig från sjön Flåren och rinner genom Huliesjön innan den mynnar ut i Lagan.
Skålån håller ett rikt bestånd av gädda och abborre.[källa behövs] Rekordet för gädda i sjön är 14,2 kg.[källa behövs]